# قائمة أمنيات الحياة
قائمة أمنيات الحياة (بالإنجليزية: The Life List) هو فيلم كوميدي دراما رومانسي أمريكي صدر عام 2025. كتبه وأخرجه آدم بروكس، وهو مقتبس من الرواية التي تحمل الاسم نفسه للكاتبة لوري نيلسون سبيلمان. الفيلم من بطولة صوفيا كارسون، كايل ألين وكوني بريتون.
يدور أحداث الفيلم حول أليكس التي تعيد النظر في طموحاتها بعد وفاة والدتها وتسعى لتحقيق أهدافها القديمة، لكنها تكتشف أن السعي وراء هذه الأحلام يقودها إلى رحلة غير متوقعة ومليئة بالمفاجآت.
صدر الفيلم على نتفليكس في 28 مارس 2025.

## القصة
بعد حفلة استقبال مولود، تخبر إليزابيث ابنتها أليكس أن السرطان قد عاد وانتشر في جسدها. تخشى إليزابيث أن تكون أليكس تستقر في حياة مفروضة عليها بدافع الواجب.
عند قراءة وصية إليزابيث، تكتشف أليكس أنها فقدت وظيفتها في شركة "روز كوزماتيكس"، وأن زوجة أخيها أصبحت المديرة التنفيذية. كما تترك والدتها المنزل غير معروض للبيع لمدة عام ليظل متاحًا لهم. يحصل كل من أليكس وأشقائها على 20% من أسهم الشركة، لكن ميراث أليكس سيُمنح لها فقط بعد إنجاز مهام محددة.
تُشاهد أليكس فيديو تركته والدتها، تخبرها فيه أن عليها تحقيق قائمة أحلامها التي كتبتها عندما كانت في الثالثة عشرة من عمرها. كلما أكملت مهمة، سيقوم براد أكرمان، المحامي المنفذ للوصية، بتأكيد إنجازها ثم يعطيها الفيديو التالي.
تسعى أليكس لتحقيق أحلام طفولتها، بما في ذلك "اختبار الحب الحقيقي"، الذي يتضمن أربعة معايير:
أن تتمكن من فتح قلبها بالكامل لهذا الشخص. و أن يكون طيب القلب. و أن يلهمها لتكون أفضل نسخة من نفسها. وأن تستطيع تخيله كأب لأطفالها في المستقبل.
عندما تشارك أليكس قائمة الأهداف مع حبيبها "فين"، يتخيل مستقبلًا لهما في شركة ألعاب إلكترونية يعملان فيها معًا. لكن الفكرة تصدمها فتقرر إنهاء العلاقة. بعد ذلك، توافق على تحدي والدتها وتبدأ مغامرتها.
تواجه أليكس العديد من التحديات، مثل تأدية عرض كوميدي مفتوح، والتطوع لتدريس طلاب في ملجأ، حيث تلتقي "غاريت تايلور"، منسق الملجأ، الذي يقدم لها نصائح حول كيفية التعامل مع الشباب هناك.
خلال رحلة بحثها عن هويتها، تكتشف أليكس أن والدها البيولوجي ليس من كانت تعتقد، بل هو الموسيقي "جوني ألفاريز"، ما يدفعها للسفر إلى فيرمونت لمقابلته. لكن بدلاً من ذلك، تنجذب إلى المحامي "براد"، وتجمعهما ليلة حميمة. في الصباح، لا يظهر والدها المزعوم، ما يدفعها إلى إدراك أن بعض الأشياء لا يمكن إصلاحها بسهولة.
بعد عودتها، تحاول أليكس بناء حياتها بعيدًا عن غاريت وبراد. تتقرب من إخوتها وتشاركهم مقاطع فيديو تركتها والدتهم لهم، ما يعزز روابطهم العائلية.
في النهاية، تحصل أليكس على ميراثها: ملكية المنزل، رغم عدم إكمالها جميع المهام. في الفيديو الأخير، توصيها والدتها بالسعي وراء الحب الحقيقي. عندها، تدرك أليكس أن براد يحقق جميع معايير "اختبار الحب"، فتعتذر له وتعترف بمشاعرها.
في ليلة رأس السنة، يجتمع الجميع للاحتفال، ويشكر جوليان والدتهما على مساعدتهم في تجاوز هذا العام الصعب.

## روابط خارجية
- قائمة أمنيات الحياة على موقع IMDb (الإنجليزية)
- قائمة أمنيات الحياة على موقع ميتاكريتيك (الإنجليزية)
- قائمة أمنيات الحياة على موقع روتن توميتوز (الإنجليزية)
- قائمة أمنيات الحياة على موقع نتفليكس (الإنجليزية)
- قائمة أمنيات الحياة على موقع ألو سيني (الفرنسية)
- قائمة أمنيات الحياة على موقع فيلمافينيتي (الإسبانية)
- قائمة أمنيات الحياة على موقع قاعدة بيانات الفيلم (الإنجليزية)
- قائمة أمنيات الحياة على موقع ليتربوكسد (الإنجليزية)